# Sophrops densata
Sophrops densata är en skalbaggsart som beskrevs av Frey 1971. Sophrops densata ingår i släktet Sophrops och familjen Melolonthidae. Inga underarter finns listade i Catalogue of Life.